# Айртон Лукас
Айртон Лукас Дантас де Медейрос (порт. Ayrton Lucas Dantas de Medeiros, нар. 19 червня 1997, Карнауба-дос-Дантас) — бразильський футболіст, захисник клубу «Фламенго» та національної збірної Бразилії. Дворазовий володар Кубка Бразилії, володар Суперкубка Бразилії, дворазовий переможець Ліги Каріока.. Володар Кубка Лібертадорес.

## Клубна кар'єра
Айртон Лукас народився 1997 року в місті Карнауба-дос-Дантас, та є вихованцем футбольної школи клубу «АБС». У 2014 році футболіст розпочав грати в основній команді клубу АБС.
У 2014 році Айртон став гравцем команди «Мадурейра», проте за короткий час його віддали в оренду до клубу «Флуміненсе», а після закінчення орендної угоди в 2016 році Айртон став гравцем «Флуміненсе» на постійній основі. У 2017 році вже клуб «Флуміненсе» віддав футболіста в оренду до клубу «Лондрина», з якої гравець повернувся до «Флуміненсе», в якому грав до кінця 2018 року.
У грудні 2018 року Айртон Лукас уклав контракт із російським клубом «Спартак» (Москва). У складі московського «Спартака» бразилець швидко став основним гравцем захисту команди. 19 січня 2022 року Айртон продовжив контракт із московськими спартаківцями ще на 4 роки. Проте невдовзі після початку російського вторгнення в Україну Айртон вирішив покинути «Спартак».
Після того, як Айртон Лукас покинув російський клуб, футболіст повернувся на батьківщину до клубу «Фламенго». У складі команди футболіст двічі став переможцем Ліги Каріока, у 2022 і 2024 році став володарем Кубка Бразилії, а в 2025 році став володарем Суперкубка Бразилії. У 2022 році Айртон Лукас також став у складі «Фламенго» володарем Кубка Лібертадорес.

## Виступи за збірні
У 2016 році Айртон Лукас грав у складі молодіжної збірної Бразилії. На молодіжному рівні зіграв у 3 офіційних матчах.
У 2023 році Айртон дебютував у складі національної збірної Бразилії. Станом на початок 2025 року зіграв у складі національної збірної 2 матчі, в яких забитими голами не відзначився.

## Титули і досягнення
- Володар Кубка Бразилії (2):

«Фламенго»: 2022, 2024
- Володар Кубка Лібертадорес (1):

«Фламенго»: 2022
- Володар Суперкубка Бразилії (1):

«Фламенго»: 2025
- Переможець Ліги Каріока (2):

«Фламенго»: 2024, 2025